# Llista de places de nou

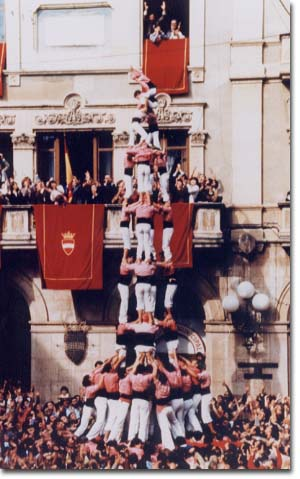
Primer castell de nou del, descarregat per la Colla Vella dels Xiquets de Valls a la diada de Santa Úrsula de 1981.

Una plaça de nou (plaça castellera de nou o plaça de castells de nou) és una plaça, carrer o indret on s'han carregat o descarregat castells de nou pisos d'alçada. Per extensió, també es coneix com a plaça de nou aquelles poblacions on s'han fet castells de nou pisos. De vegades, les colles que per primera vegada fan castells d'aquesta alçada en una plaça on no se n'hi havien fet mai reben un reconeixement per la fita assolida amb una placa commemorativa que se sol col·locar en alguna paret que doni a la plaça. Actualment hi ha 87 poblacions que han vist castells de nou i 168 places on se n'hi han fet.

## Història
Al llarg de la història dels castells, els inicis de la qual es remunten a finals del segle xviii, s'han assolit els dos castells de nou pisos bàsics (3 de 9 amb folre i 4 de 9 amb folre) i castells tècnicament superiors durant dues èpoques. La primera etapa fou l'anomenada primera època d'or, datada entre el 1851 i el 1889, anys en què es documenten el primer i últim castell de nou, respectivament, del segle xix. Posteriorment, el món casteller entrà en decadència i fins a l'any 1981, no es tornà a veure cap castell de nou. Fou a partir de llavors quan començà la segona època d'or, període que dura fins a l'actualitat.
En la primera època d'or s'alçaren castells de nou en dotze places i set comarques diferents: Alt Camp, Baix Camp, Tarragonès, Alt Penedès, Baix Penedès, Garraf i Barcelonès. Totes elles excepte el Barcelonès són a la zona castellera tradicional.

## Llista de places de nou
La taula següent mostra les places on s'han fet castells de nou al llarg del segle xx i xxi i està ordenada cronològicament per la data de consecució d'aquests castells. No s'hi incorporen els castells de nou fets durant el segle xix. No es consideren com a castells de nou les construccions de gamma extra que estrictament tenen menys de nou pisos d'alçada, però sí les de més de nou pisos. La taula inclou el nom de la plaça o indret, la població, la comarca, la data en què s'hi va assolir el primer castell de nou pisos, la diada castellera en què s'hi va fer, la colla o colles que ho van aconseguir, els castells de nou aconseguits en aquesta primera diada i les coordenades geogràfiques.
Última actualització: 27 de juliol de 2025
| Núm. | Plaça castellera                                 | Població                                     | Comarca                    | Primera diada de nou                                   | Data                   | Castells de nou de la primera diada | Coordenades                                                    | Ref.                 |
| ---- | ------------------------------------------------ | -------------------------------------------- | -------------------------- | ------------------------------------------------------ | ---------------------- | ----------------------------------- | -------------------------------------------------------------- | -------------------- |
| 1    | Plaça del Blat                                   | Valls                                        | Alt Camp                   | Diada de Santa Úrsula                                  | 25 d'octubre de 1981   | CVXV: 4de9f                         | 41° 17′ 03″ N, 1° 14′ 52″ E / 41.2841°N,1.24774°E              | [ 1 ]                |
| 2    | Plaça de braus                                   | Tarragona                                    | Tarragonès                 | IX Concurs de castells de Tarragona                    | 3 d'octubre de 1982    | CVXV: 4de9f(c)                      | 41° 06′ 52″ N, 1° 14′ 43″ E / 41.114539°N,1.24537°E            | [ 1 ]                |
| 3    | Plaça de la Vila                                 | Vilafranca del Penedès                       | Alt Penedès                | Diada de Sant Fèlix                                    | 30 d'agost de 1983     | CVXV: 4de9f(c)                      | 41° 20′ 47.18″ N, 1° 41′ 52.96″ E / 41.3464389°N,1.6980444°E   | [ 1 ]                |
| 4    | Raval de Montserrat                              | Terrassa                                     | Vallès Occidental          | Diada dels Minyons de Terrassa                         | 20 de novembre de 1988 | MT: 3de9f(c)                        | 41° 33′ 46.73″ N, 02° 0′ 36.13″ E / 41.5629806°N,2.0100361°E   | [ 1 ]                |
| 5    | Plaça Vella                                      | El Vendrell                                  | Baix Penedès               | Diada de Santa Teresa                                  | 13 d'octubre de 1991   | CJXV: 3de9f                         | 41° 13′ 12.7″ N, 1° 32′ 5.74″ E / 41.220194°N,1.5349278°E      | [ 1 ]                |
| 6    | Carrer del Doctor Robert                         | La Bisbal del Penedès                        | Baix Penedès               | Diada de la Mare de Déu d'Agost                        | 15 d'agost de 1992     | CJXV: 3de9f                         | 41° 16′ 47.93″ N, 1° 29′ 18.89″ E / 41.2799806°N,1.4885806°E   | [ 1 ]                |
| 7    | Carrer Major                                     | L'Arboç                                      | Baix Penedès               | Diada de Santa Llúcia                                  | 13 de desembre de 1992 | CV: 4de9f(c)                        | 41° 16′ 04″ N, 1° 36′ 15″ E / 41.267812°N,1.60429341°E         | [ 1 ]                |
| 8    | Plaça de la Font                                 | Tarragona                                    | Tarragonès                 | Diada de Santa Tecla                                   | 26 de setembre de 1993 | CJXT: 4de9f(c)                      | 41° 07′ 01.54″ N, 1° 15′ 18.78″ E / 41.1170944°N,1.2552167°E   | [ 1 ]                |
| 9    | Plaça del Mercadal                               | Reus                                         | Baix Camp                  | IV Centenari de la Misericòrdia                        | 9 d'octubre de 1993    | CJXV: 3de9f                         | 41° 9′ 18.94″ N, 1° 6′ 31.78″ E / 41.1552611°N,1.1088278°E     | [ 1 ]                |
| 10   | Plaça de Prat de la Riba                         | Mollet del Vallès                            | Vallès Oriental            | II Trobada de Colles Castelleres del Vallès            | 17 d'octubre de 1993   | MT: 3de9f(c)                        | 41° 32′ 19.4″ N, 02° 12′ 47.8″ E / 41.538722°N,2.213278°E      | [ 1 ]                |
| 11   | Plaça de la Vila                                 | Vilanova i la Geltrú                         | Garraf                     | Diada dels Bordegassos de Vilanova                     | 28 de novembre de 1993 | CV: 3de9f(c)                        | 41° 13′ 27.4″ N, 1° 43′ 33.19″ E / 41.224278°N,1.7258861°E     | [ 1 ]                |
| 12   | Plaça de les Cols                                | Tarragona                                    | Tarragonès                 | Diada de Sant Magí                                     | 19 d'agost de 1994     | CJXT: 3de9f                         | 41° 07′ 06″ N, 1° 15′ 26″ E / 41.118461°N,1.257347°E           | [ 1 ]                |
| 13   | Plaça de Sant Roc                                | Sabadell                                     | Vallès Occidental          | Festa Major de Sabadell                                | 4 de setembre de 1994  | MT: 4de9f                           | 41° 32′ 46.6″ N, 02° 6′ 30″ E / 41.546278°N,2.10833°E          | [ 1 ]                |
| 14   | Plaça de Sant Jaume                              | Ciutat Vella, Barcelona                      | Barcelonès                 | Diada de la Mercè                                      | 24 de setembre de 1994 | CJXV: 3de9f                         | 41° 22′ 57″ N, 02° 10′ 37″ E / 41.38250°N,2.17694°E            | [ 1 ]                |
| 15   | Plaça de Santa Maria                             | Montserrat (Monistrol de Montserrat)         | Bages                      | Romeria a Montserrat de Vilafranca                     | 16 d'octubre de 1994   | CV: 4de9f                           | 41° 35′ 33.74″ N, 1° 50′ 11.06″ E / 41.5927056°N,1.8364056°E   | [ 1 ]                |
| 16   | Plaça de l'Església                              | Cornellà de Llobregat                        | Baix Llobregat             | Festa Major de Cornellà de Llobregat                   | 18 de juny de 1995     | MT: 4de9f(c)                        | 41° 21′ 19.04″ N, 2° 4′ 13″ E / 41.3552889°N,2.07028°E         |                      |
| 17   | Plaça dels Arbres                                | Vila-rodona                                  | Alt Camp                   | Fira de Vila-rodona                                    | 5 de novembre de 1995  | MT: 3de9f                           | 41° 18′ 38.94″ N, 1° 21′ 29.39″ E / 41.3108167°N,1.3581639°E   | [ 2 ]                |
| 18   | Plaça de Santa Anna                              | Mataró                                       | Maresme                    | Diada de les Santes                                    | 27 de juliol de 1996   | CV: 4de9f                           | 41° 32′ 16.52″ N, 2° 26′ 41.34″ E / 41.5379222°N,2.4448167°E   |                      |
| 19   | Plaça de l'Ajuntament                            | Igualada                                     | Anoia                      | Diada de Sant Bartomeu, Festa Major d'Igualada         | 25 d'agost de 1996     | CVXV: 3de9f(c)                      | 41° 34′ 43.29″ N, 1° 37′ 2.04″ E / 41.5786917°N,1.6172333°E    |                      |
| 20   | Plaça Major                                      | Manresa                                      | Bages                      | Festa Major de Manresa                                 | 1 de setembre de 1996  | MT: 3de9f                           | 41° 43′ 24″ N, 1° 49′ 37″ E / 41.723336°N,1.827062°E           |                      |
| 21   | Plaça del Vi                                     | Girona                                       | Gironès                    | Diada de Sant Narcís                                   | 27 d'octubre de 1996   | MT: 4de9f                           | 41° 58′ 58.72″ N, 2° 49′ 28.28″ E / 41.9829778°N,2.8245222°E   |                      |
| 22   | Plaça del Cap de la Vila                         | Sitges                                       | Garraf                     | Diada de la Colla Jove de Sitges                       | 10 de novembre de 1996 | CV: 4de9f                           | 41° 14′ 12″ N, 1° 48′ 35″ E / 41.236693°N,1.809662°E           |                      |
| 23   | Plaça de la Vila                                 | El Catllar                                   | Tarragonès                 | Festa Major del Catllar                                | 27 d'agost de 1997     | CJXT: 3de9f(c)                      | 41° 10′ 31″ N, 1° 19′ 34″ E / 41.175408°N,1.326245°E           | [ 3 ]                |
| 24   | Plaça de Crist Rei                               | Manresa                                      | Bages                      | Fira de l'Ascensió                                     | 31 de maig de 1998     | MT: 3de9f                           |                                                                |                      |
| 25   | Plaça de la Zeta                                 | Valls                                        | Alt Camp                   | Aniversari del local de la Colla Joves                 | 14 de juny de 1998     | CJXV: 4de9f                         |                                                                |                      |
| 26   | El Castellet                                     | Perpinyà                                     | Rosselló, Catalunya Nord   | Sant Joan                                              | 27 de juny de 1998     | MT: 3de9f                           | 42° 42′ 03″ N, 2° 53′ 39″ E / 42.70085°N,2.894078°E            |                      |
| 27   | Plaça Vella                                      | Terrassa                                     | Vallès Occidental          | Festa Major                                            | 5 de juliol de 1998    | MT: 2de9fm(c)                       |                                                                |                      |
| 28   | Plaça de la Vila                                 | Llorenç del Penedès                          | Baix Penedès               | Diada de Sant Llorenç                                  | 9 d'agost de 1998      | CV: 4de9f                           |                                                                |                      |
| 29   | Plaça de la Paeria                               | Lleida                                       | Segrià                     | Diada dels Castellers de Lleida                        | 8 de novembre de 1998  | CV: 4de9f                           | 41° 36′ 54″ N, 0° 37′ 36″ E / 41.614891°N,0.626743°E           | [ 4 ]                |
| 30   | Plaça de la Porxada                              | Granollers                                   | Vallès Oriental            | Diada dels Xics de Granollers                          | 8 de novembre de 1998  | MT: 3de9f                           | 41° 36′ 29″ N, 2° 17′ 15″ E / 41.608057°N,2.287429°E           | [ 4 ]                |
| 31   | Plaça del Pati                                   | Valls                                        | Alt Camp                   | Aniversari del local de la Colla Joves                 | 13 de juny de 1999     | CJXV: 4de9f                         |                                                                |                      |
| 32   | Plaça d'Octavià                                  | Sant Cugat del Vallès                        | Vallès Occidental          | Diada de Sant Pere                                     | 27 de juny de 1999     | MT: 4de9f                           | 41° 28′ 24.3″ N, 02° 5′ 4.1″ E / 41.473417°N,2.084472°E        |                      |
| 33   | Nau de Cal Figarot                               | Vilafranca del Penedès                       | Alt Penedès                | Inauguració de la nau de Cal Figarot                   | 30 de juliol de 1999   | CV: 3de9f(c)                        |                                                                |                      |
| 34   | Pati de Cal Figarot                              | Vilafranca del Penedès                       | Alt Penedès                | Inauguració de la nau de Cal Figarot                   | 30 de juliol de 1999   | CV: 4de9f(c)                        |                                                                |                      |
| 35   | Plaça de Sant Domènec                            | Manresa                                      | Bages                      | Festa Major de Manresa                                 | 29 d'agost de 1999     | MT: 3de9f                           |                                                                |                      |
| 36   | Plaça del Pou                                    | Altafulla                                    | Tarragonès                 | Diada de Sant Martí                                    | 14 de novembre de 1999 | CV: 3de9f                           | 41° 08′ 33″ N, 1° 22′ 37″ E / 41.142467°N,1.376882°E           |                      |
| 37   | Plaça de Santes Creus                            | Horta-Guinardó, Barcelona                    | Barcelonès                 | Aniversari dels Castellers de Barcelona                | 18 de juny de 2000     | MT: 4de9f                           | 41° 25′ 48″ N, 2° 09′ 44″ E / 41.430122°N,2.162264°E           |                      |
| 38   | Plaça de l'Ajuntament                            | Esparreguera                                 | Baix Llobregat             | Festa Major d'Esparreguera                             | 8 de juliol de 2000    | CV: 3de9f                           | 41° 32′ 20″ N, 1° 52′ 14″ E / 41.53894°N,1.870543°E            | [ 5 ]                |
| 39   | Barri de la Colla Vella dels Xiquets de Valls    | Valls                                        | Alt Camp                   | Festa major de les Cases de la Colla Vella             | 22 de juliol de 2000   | CVXV: 3de9f(c)                      |                                                                |                      |
| 40   | Plaça de la Vila                                 | Torredembarra                                | Tarragonès                 | Festa Major de Santa Rosalia                           | 3 de setembre de 2000  | CVXV: 3de9f                         | 41° 8′ 41.02″ N, 1° 23′ 46.88″ E / 41.1447278°N,1.3963556°E    | [ 6 ]                |
| 41   | Plaça Major                                      | Montblanc                                    | Conca de Barberà           | Festa Major de Montblanc (Diada Nacional de Catalunya) | 11 de setembre de 2000 | CVXV: 3de9f                         | 41° 22′ 36″ N, 1° 09′ 41″ E / 41.376591°N,1.161474°E           | [ 7 ]                |
| 42   | Plaça de sa Bassa                                | Manacor                                      | Llevant, Mallorca          | Fires i Festes de Maig de Manacor                      | 2 de juny de 2001      | CV: 3de9f                           | 39° 34′ 9.96″ N, 3° 12′ 34.53″ E / 39.5694333°N,3.2095917°E    | [ 8 ] [ 9 ]          |
| 43   | Plaça de la Vila                                 | Sant Pere de Ribes                           | Garraf                     | Sant Pere                                              | 30 de juny de 2001     | CV: 3de9f                           |                                                                |                      |
| 44   | Carrer de l'Estació                              | La Granada                                   | Alt Penedès                | Festa Major de la Granada                              | 8 de juliol de 2001    | CV: 3de9f                           |                                                                | [ 10 ]               |
| 45   | Plaça de Catalunya                               | Sant Martí Sarroca                           | Alt Penedès                | Festa Major de Sant Martí Sarroca                      | 15 de juliol de 2001   | CV: 4de9f                           |                                                                | [ 11 ]               |
| 46   | Plaça de l'Ajuntament                            | Figueres                                     | Alt Empordà                | V Aniversari de la Colla Castellera de Figueres        | 16 de setembre de 2001 | MT: 3de9f                           |                                                                |                      |
| 47   | Plaça de Bonet i Muixí                           | Sants-Montjuïc, Barcelona                    | Barcelonès                 | Diada dels Castellers de Sants                         | 14 d'octubre de 2001   | CV: 3de9f                           | 41° 22′ 28″ N, 2° 08′ 12″ E / 41.374444°N,2.136658°E           |                      |
| 48   | Plaça Major de Nou Barris                        | Nou Barris, Barcelona                        | Barcelonès                 | Festa Major de Nou Barris                              | 19 de maig de 2002     | MT: 3de9f(c)                        | 41° 26′ 12″ N, 2° 10′ 17″ E / 41.436717°N,2.171372°E           |                      |
| 49   | Plaça de la Vila de Gràcia                       | Gràcia, Barcelona                            | Barcelonès                 | Diada de Festa major                                   | 18 d'agost de 2002     | CV: 3de9f                           | 41° 24′ 01″ N, 02° 09′ 27″ E / 41.40028°N,2.15750°E            |                      |
| 50   | Plaça de Comas                                   | Les Corts, Barcelona                         | Barcelonès                 | Mare de Déu del Remei                                  | 13 d'octubre de 2002   | CV: 3de9f                           | 41° 23′ 08″ N, 2° 07′ 48″ E / 41.385491°N,2.129914°E           |                      |
| 51   | Plaça de Cort                                    | Palma                                        | Palma, Mallorca            | IV Diada dels Castellers de Mallorca                   | 19 d'octubre de 2002   | MT: 3de9f                           | 39° 34′ 10.28″ N, 2° 39′ 0.08″ E / 39.5695222°N,2.6500222°E    |                      |
| 52   | Plaça Major                                      | Vic                                          | Osona                      | Festa Major de Vic                                     | 4 de juliol de 2004    | CV: 4de9f                           | 41° 55′ 49.7″ N, 2° 15′ 15.63″ E / 41.930472°N,2.2543417°E     | [ 12 ] [ 13 ]        |
| 53   | Casa Jacint Bosch                                | Terrassa                                     | Vallès Occidental          | Festa del Local de Minyons de Terrassa                 | 30 d'octubre de 2004   | MT: 3de9f                           | 41° 33′ 53″ N, 2° 00′ 46″ E / 41.564597°N,2.012839°E           |                      |
| 54   | Plaça de la Pagesia                              | Esparreguera                                 | Baix Llobregat             | Capital de la Cultura Catalana                         | 19 de juny de 2005     | CV: 3de9f                           |                                                                |                      |
| 55   | Carrer del General Prim                          | Vilafranca del Penedès                       | Alt Penedès                | Aniversari de Cal Figarot                              | 20 d'agost de 2005     | CV: 4de9f                           |                                                                |                      |
| 56   | Plaça de Cuba                                    | Mataró                                       | Maresme                    | Aniversari Capgrossos de Mataró                        | 4 de juny de 2006      | CM: 3de9f                           |                                                                |                      |
| 57   | Plaça de la Vila                                 | Premià de Mar                                | Maresme                    | Festa Major de Premià de Mar                           | 9 de juliol de 2006    | CM: 3de9f                           |                                                                | [ 14 ] [ 15 ]        |
| 58   | Plaça de Santa Maria                             | Mataró                                       | Maresme                    | Aniversari Capgrossos de Mataró                        | 8 de juny de 2008      | CM: 3de9f                           |                                                                |                      |
| 59   | Plaça de la Vall del Castell                     | Vilafranca del Penedès                       | Alt Penedès                | Diada de Màrtirs Street                                | 2 d'agost de 2008      | CV: 3de9f                           |                                                                |                      |
| 60   | Plaça de l'Ajuntament                            | Sitges                                       | Garraf                     | Diada de la Colla Jove de Sitges                       | 25 d'octubre de 2008   | CV: 3de9f                           |                                                                |                      |
| 61   | Plaça de Catalunya                               | Calafell                                     | Baix Penedès               | Festa Major del Poble de Calafell                      | 19 de juliol de 2009   | CV: 3de9f(c)                        |                                                                | [ 16 ] [ 17 ] [ 18 ] |
| 62   | Plaça Major                                      | Guissona                                     | Segarra                    | II Diada dels Margeners                                | 8 de novembre de 2009  | MT: 3de9f                           |                                                                | [ 19 ]               |
| 63   | Plaça principal de la Colònia ANTEX              | Hangzhou                                     | Xina                       | Visita a la Colònia ANTEX                              | 29 de maig de 2010     | CVXV: 3de9f                         |                                                                | [ 20 ]               |
| 64   | Plaça de Milà i Fontanals                        | Vilafranca del Penedès                       | Alt Penedès                | Diada del Firal memorial Joan Sol                      | 30 de maig de 2010     | MT: 3de9f                           | 41° 20′ 55.47″ N, 1° 42′ 4.28″ E / 41.3487417°N,1.7011889°E    | [ 21 ] [ 22 ]        |
| 65   | Plaça Major                                      | La Selva del Camp                            | Baix Camp                  | Festa Major de la Selva del Camp                       | 6 de juny de 2010      | CV: 3de9f                           |                                                                | [ 23 ]               |
| 66   | Plaça de la Vila                                 | Badalona                                     | Barcelonès                 | Diada de la Capital de la Cultura Catalana             | 20 de juny de 2010     | MT: 3de9f                           | 41° 26′ 59.82″ N, 2° 14′ 50.96″ E / 41.4499500°N,2.2474889°E   | [ 24 ] [ 25 ]        |
| 67   | Plaça de Jaume I                                 | Vilafranca del Penedès                       | Alt Penedès                | 75 Anys del Museu del Vi                               | 25 d'agost de 2010     | CV: 3de9f                           | 41° 20′ 55.47″ N, 1° 42′ 4.28″ E / 41.3487417°N,1.7011889°E    |                      |
| 68   | Plana de l'Om                                    | Manresa                                      | Bages                      | Festa Major                                            | 29 d'agost de 2010     | MT: 3de9f                           |                                                                |                      |
| 69   | Plaça d'Osca                                     | Sants-Montjuïc, Barcelona                    | Barcelonès                 | Diada dels Castellers de Sants                         | 17 d'octubre de 2010   | CM: 3de9f                           | 41° 22′ 34″ N, 2° 08′ 19″ E / 41.376052°N,2.138653°E           |                      |
| 70   | Plaça de l'Abat Oliba                            | Montserrat (Monistrol de Montserrat)         | Bages                      | Romeria a Montserrat de Vilafranca                     | 17 d'octubre de 2010   | CV: 3de9f                           |                                                                |                      |
| 71   | Plaça de Sant Pere                               | Berga                                        | Berguedà                   | La Patum                                               | 12 de juny de 2011     | CV: 3de9f                           | 42° 6′ 15.53″ N, 1° 50′ 45.78″ E / 42.1043139°N,1.8460500°E    | [ 26 ]               |
| 72   | Plaça de Santa Eulàlia                           | Esparreguera                                 | Baix Llobregat             | Festa Major                                            | 9 de juliol de 2011    | CV: 3de9f                           |                                                                |                      |
| 73   | Plaça de l'Església                              | Vilallonga del Camp                          | Tarragonès                 | Festa Major de Vilallonga del Camp                     | 21 de juliol de 2011   | CVXV: 3de9f                         |                                                                | [ 27 ] [ 28 ]        |
| 74   | Carrer del Cós del Bou                           | Tarragona                                    | Tarragonès                 | Sant Roc                                               | 15 d'agost de 2011     | CJXT: 3de9f(c)                      |                                                                |                      |
| 75   | Plaça del Janmaashtami                           | Thane                                        | Índia                      | Janmaashtami                                           | 22 d'agost de 2011     | CV: 3de9f                           | 19° 13′ 51.23″ N, 72° 58′ 26.58″ E / 19.2308972°N,72.9740500°E |                      |
| 76   | Parc de l'Espanya Industrial                     | Sants-Montjuïc, Barcelona                    | Barcelonès                 | Festa Major de Sants                                   | 28 d'agost de 2011     | MT: 3de9f                           |                                                                |                      |
| 77   | Plaça de Santa Magdalena                         | Esplugues de Llobregat                       | Baix Llobregat             | Sant Mateu                                             | 18 de setembre de 2011 | MT: 3de9f                           |                                                                |                      |
| 78   | Plaça de la Font del Lleó                        | Caldes de Montbui                            | Vallès Oriental            | Festa Major de Caldes de Montbui                       | 12 d'octubre de 2011   | MT: 3de9f                           | 41° 38′ 3.96″ N, 2° 9′ 42.62″ E / 41.6344333°N,2.1618389°E     |                      |
| 79   | Camp Nou                                         | Les Corts, Barcelona                         | Barcelonès                 | Buy Catalunya                                          | 7 de juny de 2012      | CVXV: 3de9f(c)                      | 41° 22′ 51.20″ N, 2° 7′ 22.19″ E / 41.3808889°N,2.1228306°E    | [ 29 ]               |
| 80   | Plaça de Fèlix Figueras i Aragay                 | Olesa de Montserrat                          | Baix Llobregat             | Festes de Santa Oliva                                  | 9 de juny de 2012      | CV: 3de9f                           | 41° 32′ 38″ N, 1° 53′ 29″ E / 41.543887°N,1.891378°E           | [ 30 ]               |
| 81   | Plaça de l'Església                              | Molins de Rei                                | Baix Llobregat             | X Aniversari dels Matossers                            | 17 de juny de 2012     | CV: 4de9f                           |                                                                |                      |
| 82   | Camp de futbol de la Pobla de Segur              | La Pobla de Segur                            | Pallars Jussà              | Festa dels Raiers                                      | 1 de juliol de 2012    | CV: 3de9f                           |                                                                | [ 31 ]               |
| 83   | Pla de la Seu                                    | Tarragona                                    | Tarragonès                 | Diada del pla de la Seu                                | 7 de juliol de 2012    | CV: 4de9f                           |                                                                |                      |
| 84   | Plaça Major                                      | Vallmoll                                     | Alt Camp                   | Festa Major de Vallmoll                                | 18 d'agost de 2012     | CVXV: 3de9f                         |                                                                | [ 32 ] [ 33 ]        |
| 85   | Plaça de Valentí Almirall                        | Sant Martí, Barcelona                        | Barcelonès                 | Festa del Clot                                         | 11 de novembre de 2012 | CBcn: 3de9f(c)                      | 41° 24′ 32″ N, 2° 11′ 32″ E / 41.408783°N,2.192235°E           |                      |
| 86   | Carrer de la Creu Coberta                        | Sants-Montjuïc, Barcelona                    | Barcelonès                 | Fira d'entitats                                        | 8 de juny de 2013      | CV: 3de9f                           | 41° 22′ 31″ N, 2° 08′ 32″ E / 41.375273°N,2.142357°E           | [ 34 ]               |
| 87   | Plaça de l'Ajuntament                            | Vilassar de Mar                              | Maresme                    | Sant Joan                                              | 23 de juny de 2013     | CM: 4de9f                           | 41° 30′ 08″ N, 2° 23′ 33″ E / 41.50234°N,2.392567°E            |                      |
| 88   | Plaça de Sant Magí                               | Tarragona                                    | Tarragonès                 | Sant Pere al Serrallo                                  | 30 de juny de 2013     | CV: 3de9f                           | 41° 06′ 35″ N, 1° 14′ 27″ E / 41.109737°N,1.240786°E           |                      |
| 89   | Plaça del Bisbe Bonet                            | Tarragona                                    | Tarragonès                 | Diada Blava del Serrallo                               | 6 d'octubre de 2013    | CJXT: 3de9f                         |                                                                |                      |
| 90   | Plaça del Consell de la Vila                     | Sarrià - Sant Gervasi, Barcelona             | Barcelonès                 | Festa Major de Sarrià                                  | 13 d'octubre de 2013   | CBcn: 3de9f                         | 41° 23′ 57″ N, 2° 07′ 17″ E / 41.399183°N,2.121506°E           | [ 35 ]               |
| 91   | Plaça del Rei                                    | Tarragona                                    | Tarragonès                 | Diada dels Xiquets de Tarragona                        | 19 d'octubre de 2013   | XT: 3de9f                           | 41° 7′ 0.62″ N, 1° 15′ 29.14″ E / 41.1168389°N,1.2580944°E     |                      |
| 92   | Plaça Nova                                       | Alcover                                      | Alt Camp                   | Santa Úrsula                                           | 20 d'octubre de 2013   | CJXT: 3de9f                         |                                                                |                      |
| 93   | Plaça del Consell Comarcal del Solsonès          | Solsona                                      | Solsonès                   | Diada dels Castellers de Solsona                       | 20 d'octubre de 2013   | CM: 3de9f(c)                        | 41° 59′ 43″ N, 1° 31′ 09″ E / 41.995386°N,1.519283°E           | [ 36 ] [ 37 ]        |
| 94   | Esglésies de Sant Pere                           | Terrassa                                     | Vallès Occidental          | Diada del Patrimoni                                    | 24 de maig de 2014     | MT: 3de9f                           | 41° 34′ 01″ N, 2° 01′ 05″ E / 41.566909°N,2.018154°E           | [ 38 ]               |
| 95   | Plaça de Pere Aguilera                           | Rubí                                         | Vallès Occidental          | Sant Pere                                              | 28 de juny de 2014     | MT: 3de9f                           | 41° 29′ 37″ N, 2° 01′ 52″ E / 41.493529°N,2.031114°E           | [ 39 ]               |
| 96   | Passeig de Sant Joan                             | Gràcia, Barcelona                            | Barcelonès                 | Festa Major del Camp d'en Grassot                      | 29 de juny de 2014     | MT: 4de9f                           | 41° 24′ 10″ N, 2° 09′ 56″ E / 41.402780°N,2.165459°E           | [ 39 ]               |
| 97   | Plaça de l'Església                              | El Masnou                                    | Maresme                    | Festa Major                                            | 29 de juny de 2014     | CM: 4de9f(c)                        | 41° 28′ 45″ N, 2° 18′ 59″ E / 41.479188°N,2.316371°E           | [ 40 ]               |
| 98   | La Mola                                          | Sant Llorenç de Munt (Matadepera)            | Vallès Occidental          | 35è. aniversari dels Minyons de Terrassa               | 13 de juliol de 2014   | MT: 3de9f                           | 41° 38′ 27″ N, 2° 01′ 07″ E / 41.640861°N,2.018701°E           | [ 41 ]               |
| 99   | Rambla del Raval                                 | Ciutat Vella, Barcelona                      | Barcelonès                 | Festa Major del Raval                                  | 13 de juliol de 2014   | CBcn: 3de9f(c)                      | 41° 22′ 43″ N, 2° 10′ 10″ E / 41.378593°N,2.169430°E           | [ 42 ]               |
| 100  | Plaça Major                                      | La Riera de Gaià                             | Tarragonès                 | Festa Major de la Riera de Gaià                        | 19 de juliol de 2014   | XT: 3de9f                           | 41° 09′ 53″ N, 1° 21′ 42″ E / 41.164812°N,1.361697°E           | [ 43 ] [ 44 ]        |
| 101  | Carrer de Blai                                   | Sants-Montjuïc, Barcelona                    | Barcelonès                 | 15è. aniversari dels Castellers del Poble Sec          | 20 de juliol de 2014   | CBcn: 3de9f                         | 41° 22′ 26″ N, 2° 09′ 51″ E / 41.37381°N,2.1641°E              | [ 45 ]               |
| 102  | Plaça de la Vila                                 | Bràfim                                       | Alt Camp                   | Actuació Diada Nacional                                | 7 de setembre de 2014  | CVXV: 3de9f                         | 41° 16′ 07″ N, 1° 20′ 28″ E / 41.268738°N,1.341189°E           | [ 46 ] [ 47 ] [ 48 ] |
| 103  | Plaça Comercial (El Born)                        | Ciutat Vella, Barcelona                      | Barcelonès                 | Diada de 1714                                          | 11 de setembre de 2014 | MT: 3de9f                           | 41° 23′ 08″ N, 2° 11′ 01″ E / 41.385488°N,2.183496°E           | [ 49 ]               |
| 104  | Plaça de Francesc Macià                          | Sarrià - Sant Gervasi i les Corts, Barcelona | Barcelonès                 | Via Catalana 2014                                      | 11 de setembre de 2014 | CV: 3de9f                           | 41° 23′ 33″ N, 2° 08′ 38″ E / 41.392613°N,2.143948°E           | [ 50 ]               |
| 105  | Parc del Centre del Poblenou                     | Sant Martí, Barcelona                        | Barcelonès                 | Diada del Poblenou                                     | 14 de setembre de 2014 | CVG: 3de9f                          | 41° 24′ 28″ N, 2° 12′ 11″ E / 41.407916°N,2.203080°E           | [ 51 ]               |
| 106  | Plaça de l'Ajuntament                            | Calella                                      | Maresme                    | Festes de la Minerva                                   | 20 de setembre de 2014 | MT: 3de9f                           | 41° 36′ 48″ N, 2° 39′ 26″ E / 41.613324°N,2.657144°E           | [ 52 ]               |
| 107  | Plaça de la Vila                                 | El Prat de Llobregat                         | Baix Llobregat             | Sant Cosme i Sant Damià                                | 27 de setembre de 2014 | MT: 3de9f                           |                                                                |                      |
| 108  | Plaça Gaudí                                      | Eixample, Barcelona                          | Barcelonès                 | Diada C. Sagrada Família                               | 19 d'octubre de 2014   | CBcn: 4de9f                         |                                                                |                      |
| 109  | Carrer de la Riera                               | Mataró                                       | Maresme                    | Diada de la Mariona Galindo Lora                       | 8 de novembre de 2014  | CM: 4de9f                           |                                                                |                      |
| 110  | Raval de Montserrat (Mercat de la Independència) | Terrassa                                     | Vallès Occidental          | Festa Modernista                                       | 9 de maig de 2015      | MT: 3de9f                           |                                                                |                      |
| 111  | Plaça de l'Ajuntament                            | Sant Boi de Llobregat                        | Baix Llobregat             | Sant Baldiri                                           | 17 de maig de 2015     | MT: 3de9f                           |                                                                |                      |
| 112  | Piazza Cannone, Parco Sempione                   | Milà                                         | Itàlia                     | Expo Milano 2015                                       | 13 de juny de 2015     | CJXT: 4de9f                         |                                                                |                      |
| 113  | Pavelló de la Colònia ANTEX                      | Hangzhou                                     | Xina                       | Talent Show TV Xinesa                                  | 4 de juliol de 2015    | CVXV: 3de9f                         |                                                                |                      |
| 114  | Avinguda de la Generalitat                       | Barberà del Vallès                           | Vallès Occidental          | Festa Major                                            | 5 de juliol de 2015    | CSbd: 3de9f(c)                      |                                                                |                      |
| 115  | Passeig de l'Església                            | Begues                                       | Baix Llobregat             | Festa Major d'Estiu                                    | 26 de juliol de 2015   | CBcn: 3de9f(c)                      |                                                                | [ 53 ]               |
| 116  | Plaça de l'Església                              | Vila-seca                                    | Tarragonès                 | Festa Major de Vila-seca                               | 1 d'agost de 2015      | CVXV: 3de9f                         |                                                                |                      |
| 117  | Carrer Nou                                       | Els Pallaresos                               | Tarragonès                 | Sant Salvador                                          | 9 d'agost de 2015      | XT: 3de9f                           |                                                                |                      |
| 118  | Plaça de la Vila                                 | Cambrils                                     | Baix Camp                  | Festa Major del Camí                                   | 6 de setembre de 2015  | CJXT: 3de9f                         |                                                                |                      |
| 119  | Avinguda Meridiana                               | El Clot, Barcelona                           | Barcelonès                 | Via Lliure                                             | 11 de setembre de 2015 | CV: 3de9f                           |                                                                |                      |
| 120  | Plaça de les Cols                                | Vilanova i la Geltrú                         | Garraf                     | IX Diada Albert Salvany                                | 26 de setembre de 2015 | CVXV: 3de9f                         | 41° 13′ 35″ N, 1° 43′ 31″ E / 41.226440°N,1.725261°E           | [ 54 ]               |
| 121  | Plaça d'Espanya                                  | Amposta                                      | Montsià                    | Aniversari Xiqüelos Delta                              | 3 d'octubre de 2015    | CJXV: 3de9f                         |                                                                |                      |
| 122  | Parc Sant Jordi - Masia Freixa                   | Terrassa                                     | Vallès Occidental          | Diada de la Nova Atenes                                | 11 d'octubre de 2015   | CSants: 3de9f                       |                                                                |                      |
| 123  | Hall del Yueda 889 Plaza                         | Xangai                                       | Xina                       | BCN-Catalonia Culture Week                             | 7 de novembre de 2015  | CV: 3de9f                           |                                                                |                      |
| 124  | Plaça de l'Abat Oliba                            | Cerdanyola del Vallès                        | Vallès Occidental          | Sant Martí                                             | 8 de novembre de 2015  | CSbd: 3de9f                         |                                                                |                      |
| 125  | Plaça de la Torre del Palau                      | Terrassa                                     | Vallès Occidental          | Vigília Diada Minyons                                  | 21 de novembre de 2015 | MT: 3de9f                           |                                                                |                      |
| 126  | Plaça de l'Oli                                   | Valls                                        | Alt Camp                   | Diada de Sant Isidre                                   | 14 de maig de 2016     | MT: 3de9f                           |                                                                |                      |
| 127  | Plaça d'Evarist Fàbregas (El Pallol)             | Reus                                         | Baix Camp                  | Diada del Pallol                                       | 28 de maig de 2016     | CJXT: 3de9f(c)                      |                                                                |                      |
| 128  | Plaça de l'Església                              | Sant Quintí de Mediona                       | Alt Penedès                | Campus Joan Amades                                     | 4 de juny de 2016      | CV: 4de9f                           |                                                                |                      |
| 129  | Parc del Tívoli                                  | Vilafranca del Penedès                       | Alt Penedès                | Festa Major del Barri del Poble Nou                    | 10 dej uny de 2016     | CV: 3de9f                           |                                                                |                      |
| 130  | Carretera del Doctor Robert                      | El Vendrell                                  | Baix Penedès               | Diada Jan Julivert                                     | 2 de juliol de 2016    | CV: 4de9f                           |                                                                |                      |
| 131  | Avinguda de Pompeu Fabra (Hotel Calypso)         | Salou                                        | Tarragonès                 | 30è Aniversari Actuacions                              | 9 de juliol de 2015    | CVXV: 3de9f                         | 41° 04′ 17″ N, 1° 09′ 07″ E / 41.0714869°N,1.1518313°E         | [ 55 ]               |
| 132  | Plaça de la Gardunya                             | Ciutat Vella, Barcelona                      | Barcelonès                 | Festa Major del Raval                                  | 16 de juliol de 2016   | CBcn: 3de9f                         |                                                                |                      |
| 133  | Carrer del Raval                                 | La Canonja                                   | Tarragonès                 | Mare de Déu d'Agost                                    | 14 d'agost de 2016     | CJXT: 3de9f                         |                                                                |                      |
| 134  | Plaça de la Constitució                          | Vilafranca del Penedès                       | Alt Penedès                | Diada de Sant Miquel                                   | 25 de setembre de 2016 | CV: Tde9fm                          |                                                                |                      |
| 135  | Plaça de Salvador Espriu                         | Terrassa                                     | Vallès Occidental          | Vigília Diada Minyons                                  | 19 de novembre de 2016 | MT: 3de9f                           |                                                                |                      |
| 136  | Plaça de Sant Joan                               | Vilafranca del Penedès                       | Alt Penedès                | Diada del Graller                                      | 2 d'abril de 2017      | CV: 3de9f                           |                                                                |                      |
| 137  | Plaça Gran                                       | Santpedor                                    | Bages                      | Aniversari Castellers de Santpedor                     | 4 de juny de 2017      | MT: 3de9f                           |                                                                |                      |
| 138  | Plaça Major                                      | Algemesí                                     | Ribera Alta, País Valencià | Trobada de Muixerangues                                | 10 de juny de 2017     | CJXT: 3de9f                         |                                                                |                      |
| 139  | Carrer Indústria / Carrer d'en Grassot           | Gràcia, Barcelona                            | Barcelonès                 | Festes del Camp d'en Grassot                           | 25 de juny de 2017     | MT: 3de9f                           |                                                                |                      |
| 140  | Plaça Lluís Companys                             | Salt                                         | Gironès                    | Festa Major de Salt                                    | 23 de juliol de 2017   | MS: 3de9f                           |                                                                | [ 56 ]               |
| 141  | Parc de les Rieres d'Horta                       | Horta, Barcelona                             | Barcelonès                 | Festa Major d'Horta                                    | 17 de setembre de 2017 | MT: 3de9f                           |                                                                |                      |
| 142  | Cal Cassanyes                                    | Sant Marçal, Castellet i la Gornal           | Alt Penedès                | 70è aniversari dels Castellers de Vilafranca           | 17 de juny de 2018     | CV: 3de9f                           |                                                                |                      |
| 143  | Plaça de la Vila                                 | Lloret de Mar                                | Selva                      | Diada castellera                                       | 30 de juny de 2018     | CV: 3de9f                           |                                                                |                      |
| 144  | Plaça del Pòsit                                  | Cambrils                                     | Baix Camp                  | Festa Major de Sant Pere                               | 1 de juliol de 2018    | CJXT: 3de9f                         |                                                                |                      |
| 145  | Herriko Plaza                                    | Orio                                         | Guipúscoa, Euskadi         | Actuació                                               | 14 de juliol de 2018   | CV: 3de9f                           |                                                                | [ 57 ]               |
| 146  | Plaça de la Vila                                 | Palau-solità i Plegamans                     | Vallès Occidental          | Festa Major                                            | 25 d'agost de 2018     | MT: 3de9f                           |                                                                |                      |
| 147  | Pavelló municipal                                | Altafulla                                    | Tarragonès                 | Diada del 45è aniversari dels Castellers d'Altafulla   | 15 de setembre de 2018 | CJXV: 3de9f                         |                                                                |                      |
| 148  | Pavelló d'esports municipal "PAV3"               | Sant Cugat del Vallès                        | Vallès Occidental          | Festa de Tardor                                        | 27 d'octubre de 2018   | CV: 3de9f                           |                                                                |                      |
| 149  | Les Cotxeres                                     | Igualada                                     | Anoia                      | Diada dels Moixiganguers d'Igualada                    | 28 d'octubre de 2018   | MI: 3de9f                           |                                                                |                      |
| 150  | Vapor Ventalló                                   | Terrassa                                     | Vallès Occidental          | Vigília Diada Minyons                                  | 17 de novembre de 2018 | MT: 3de9f                           |                                                                |                      |
| 151  | Plaça de l'Ajuntament                            | L'Hospitalet de Llobregat                    | Barcelonès                 | Actuació                                               | 9 de juny de 2019      | MT: 3de9f                           |                                                                |                      |
| 152  | Pati del Castell de Montjuïc                     | Sants-Montjuïc, Barcelona                    | Barcelonès                 | 20è Aniversari dels Castellers del Poble Sec           | 15 de juny de 2019     | CJXT: 3de9f                         |                                                                |                      |
| 153  | Plaça del Príncep Benlloch                       | Andorra la Vella                             | Andorra                    | Festa Major d'Andorra la Vella                         | 3 d'agost de 2019      | CJXV: 3de9f                         |                                                                |                      |
| 154  | Carrer de Francesc Macià                         | Llorenç del Penedès                          | Baix Penedès               | Festa Major de Llorenç del Penedès                     | 11 d'agost de 2019     | CJXV: 3de9f                         |                                                                |                      |
| 155  | Plaça del Congrés Eucarístic                     | Sant Andreu, Barcelona                       | Barcelonès                 | Festa Major del Congrés                                | 6 d'octubre de 2019    | MT: 3de9f                           |                                                                |                      |
| 156  | Plaça de Pius XII                                | Igualada                                     | Anoia                      | Diada dels Moixiganguers d'Igualada                    | 27 d'octubre de 2019   | MI: 3de9f                           |                                                                |                      |
| 157  | Carrer d'Isidre Vallès                           | Els Hostalets de Pierola                     | Anoia                      | Diada Nacional de Catalunya                            | 10 de setembre de 2022 | CV: 3de9f                           |                                                                |                      |
| 158  | Plaça Augusta                                    | Sant Cugat del Vallès                        | Vallès Occidental          | Festa de la Tardor                                     | 23 d'octubre de 2022   | CV: 3de9f                           |                                                                |                      |
| 159  | Plaça de l'Ajuntament                            | Mataró                                       | Maresme                    | Diada de Mariona Galindo i Lora                        | 6 de novembre de 2022  | CM: 3de9f                           |                                                                |                      |
| 160  | Plaça de l'Església                              | Ascó                                         | Ribera d'Ebre              | Festa Major                                            | 19 d'agost de 2023     | CV: 3de9f                           |                                                                |                      |
| 161  | Basílica de Santa Maria                          | Igualada                                     | Anoia                      | Diada de Sant Bartomeu, Festa Major d'Igualada         | 27 d'agost de 2023     | CJXV: 3de9f                         |                                                                |                      |
| 162  | Pavelló Primer d'Octubre                         | Matadepera                                   | Vallès Occidental          | Festa Major                                            | 27 d'agost de 2023     | MT: 3de9f                           |                                                                |                      |
| 163  | Plaça de l'Església                              | Sant Cugat Sesgarrigues                      | Alt Penedès                | 75è aniversari dels Castellers de Vilafranca           | 15 de setembre de 2023 | CV: 3de9f                           |                                                                |                      |
| 164  | Gran Teatre del Liceu                            | Ciutat Vella, Barcelona                      | Barcelonès                 | Gala del 75è aniversari dels Castellers de Vilafranca  | 30 de setembre de 2023 | CV: 4de9f                           |                                                                |                      |
| 165  | Plaça del Fòrum                                  | Tarragona                                    | Tarragonès                 | Diada 1885                                             | 8 de juny de 2024      | CVXV: 3de9f                         |                                                                |                      |
| 166  | Plaça de la Germandat de Sant Sebastià           | Matadepera                                   | Vallès Occidental          | Festa Major de Matadepera                              | 1 de setembre de 2024  | MT: 3de9f                           |                                                                |                      |
| 167  | Basílica de Santa Maria de Montserrat            | Montserrat (Monistrol de Montserrat)         | Bages                      | Celebració del mil·lenari del Monestir de Montserrat   | 11 de setembre de 2024 | CV: 3de9f                           |                                                                |                      |
| 168  | Plaça de l'Església                              | Santpedor                                    | Bages                      | Diada de la Fira Sant Miquel                           | 29 de setembre de 2024 | MT: 3de9f                           |                                                                |                      |
| 169  | Cal Reig                                         | Terrassa                                     | Vallès Occidental          | Fira Modernista - Memorial Xavi Bacardit               | 10 de maig de 2025     | MT: 3de9f                           |                                                                |                      |
| 170  | Plaça de Pere Català i Roca                      | Valls                                        | Alt Camp                   | Diada del Museu Casteller                              | 31 de maig de 2025     | CVXV: 4de9f                         |                                                                |                      |
| 171  | Plaça de Francesc Macià i Llussà                 | L'Hospitalet de Llobregat                    | Barcelonès                 | Diada de Montserrat Petit                              | 7 de juny de 2025      | MT: 3de9f                           |                                                                |                      |
| 172  | Plaça Major                                      | Madrid                                       | Comunitat de Madrid        | Diada Castellera Plazas Vivas                          | 28 de juny de 2025     | CJXV: 3de9f                         |                                                                | [ 58 ] [ 59 ]        |
| 173  | Plaça de la Vila                                 | Cornudella de Montsant                       | Priorat                    | Diada de Sant Cristòfol                                | 5 de juliol de 2025    | CJXT: 3de9f                         |                                                                |                      |
| 174  | Carrer Major                                     | Constantí                                    | Tarragonès                 | Festa Major                                            | 26 de juliol de 2025   | CJXT: 3de9f                         |                                                                |                      |

## Localització
La distribució de les places de nou no és uniforme en tota Catalunya; de fet, la majoria de places es concentren al Camp de Tarragona i al Penedès, però també a Barcelona, fruit de l'expansió del fet casteller dels darrers anys. Els municipis amb més places de nou són Barcelona (amb 26 places), Vilafranca del Penedès i Terrassa (10 places), Tarragona (9 places), i Valls (6 places).
Última actualització: 27 de juliol de 2025
| PAÏSOS CATALANS | CATALUNYA          | CAMP DE TARRAGONA  | 9  | Tarragona |
| PAÏSOS CATALANS | CATALUNYA          | CAMP DE TARRAGONA  | 6  | Valls |
| PAÏSOS CATALANS | CATALUNYA          | CAMP DE TARRAGONA  | 2  | Reus, Altafulla, Cambrils |
| PAÏSOS CATALANS | CATALUNYA          | CAMP DE TARRAGONA  | 1  | Vila-rodona, El Catllar, Torredembarra, Montblanc, La Selva del Camp, Vilallonga del Camp, Vallmoll, Alcover, La Riera de Gaià, Bràfim, Vila-seca, Els Pallaresos, Salou, La Canonja, Cornudella de Montsant, Constantí |
| PAÏSOS CATALANS | CATALUNYA          | PENEDÈS            | 10 | Vilafranca del Penedès |
| PAÏSOS CATALANS | CATALUNYA          | PENEDÈS            | 4  | Igualada |
| PAÏSOS CATALANS | CATALUNYA          | PENEDÈS            | 2  | El Vendrell, Vilanova i la Geltrú, Sitges, Llorenç del Penedès |
| PAÏSOS CATALANS | CATALUNYA          | PENEDÈS            | 1  | La Bisbal del Penedès, L'Arboç, Sant Pere de Ribes, La Granada, Sant Martí Sarroca, Calafell, Sant Quintí de Mediona, Castellet i la Gornal, Els Hostalets de Pierola, Sant Cugat Sesgarrigues |
| PAÏSOS CATALANS | CATALUNYA          | BARCELONA          | 26 | Barcelona |
| PAÏSOS CATALANS | CATALUNYA          | BARCELONA          | 10 | Terrassa |
| PAÏSOS CATALANS | CATALUNYA          | BARCELONA          | 5  | Mataró |
| PAÏSOS CATALANS | CATALUNYA          | BARCELONA          | 3  | Esparreguera, Sant Cugat del Vallès, Matadepera |
| PAÏSOS CATALANS | CATALUNYA          | BARCELONA          | 2  | L'Hospitalet de Llobregat |
| PAÏSOS CATALANS | CATALUNYA          | BARCELONA          | 1  | Mollet del Vallès, Sabadell, Cornellà de Llobregat, Granollers, Premià de Mar, Badalona, Esplugues de Llobregat, Caldes de Montbui, Olesa de Montserrat, Molins de Rei, Vilassar de Mar, Rubí, El Masnou, Calella, El Prat de Llobregat, Sant Boi de Llobregat, Barberà del Vallès, Begues, Cerdanyola del Vallès, Palau-solità i Plegamans |
| PAÏSOS CATALANS | CATALUNYA          | GIRONA             | 1  | Girona, Figueres, Salt, Lloret de Mar |
| PAÏSOS CATALANS | CATALUNYA          | CATALUNYA CENTRAL  | 4  | Manresa |
| PAÏSOS CATALANS | CATALUNYA          | CATALUNYA CENTRAL  | 3  | Montserrat |
| PAÏSOS CATALANS | CATALUNYA          | CATALUNYA CENTRAL  | 2  | Santpedor |
| PAÏSOS CATALANS | CATALUNYA          | CATALUNYA CENTRAL  | 1  | Vic, Berga, Solsona |
| PAÏSOS CATALANS | CATALUNYA          | LLEIDA             | 1  | Lleida, Guissona |
| PAÏSOS CATALANS | CATALUNYA          | ALT PIRINEU        | 1  | La Pobla de Segur |
| PAÏSOS CATALANS | CATALUNYA          | TERRES DE L'EBRE   | 1  | Amposta, Ascó |
| PAÏSOS CATALANS | CATALUNYA DEL NORD | CATALUNYA DEL NORD | 1  | Perpinyà |
| PAÏSOS CATALANS | ILLES BALEARS      | ILLES BALEARS      | 1  | Manacor, Palma |
| PAÏSOS CATALANS | PAÍS VALENCIÀ      | PAÍS VALENCIÀ      | 1  | Algemesí |
| PAÏSOS CATALANS | ANDORRA            | ANDORRA            | 1  | Andorra la Vella |
| INTERNACIONALS  | INTERNACIONALS     | INTERNACIONALS     | 2  | Hangzhou (Xina) |
| INTERNACIONALS  | INTERNACIONALS     | INTERNACIONALS     | 1  | Thane (Índia), Milà (Itàlia), Xangai (Xina), Orio (Euskadi), Madrid (Espanya) |

## Localitats i places de nou per colles
Actualment hi ha vint colles que han realitzat castells de nou. Les colles que han fet més places de nou són els Castellers de Vilafranca (54 places) i els Minyons de Terrassa (49 places) seguides, a molta distància, per la Colla Vella dels Xiquets de Valls.
Última actualització: 3 d'agost de 2025
| Colla                             | On han fet castells de nou | On han fet castells de nou | On han fet castells de nou |
| Colla                             | Localitats                 | Places                     | Places estrenades          |
| --------------------------------- | -------------------------- | -------------------------- | -------------------------- |
| Castellers de Vilafranca          | 50                         | 79                         | 54                         |
| Minyons de Terrassa               | 39                         | 73                         | 49                         |
| Colla Vella dels Xiquets de Valls | 26                         | 41                         | 19                         |
| Colla Jove Xiquets de Tarragona   | 26                         | 38                         | 14                         |
| Capgrossos de Mataró              | 25                         | 35                         | 9                          |
| Colla Joves Xiquets de Valls      | 26                         | 36                         | 12                         |
| Castellers de Sants               | 12                         | 19                         | 1                          |
| Castellers de Barcelona           | 10                         | 21                         | 7                          |
| Xiquets de Tarragona              | 8                          | 12                         | 3                          |
| Castellers de la Vila de Gràcia   | 6                          | 12                         | 1                          |
| Castellers de Sabadell            | 7                          | 8                          | 2                          |
| Nens del Vendrell                 | 4                          | 5                          | 1                          |
| Marrecs de Salt                   | 4                          | 4                          | 1                          |
| Xiquets de Reus                   | 4                          | 4                          | 0                          |
| Moixiganguers d'Igualada          | 3                          | 5                          | 2                          |
| Xicots de Vilafranca              | 3                          | 3                          | 0                          |
| Castellers de Sant Cugat          | 2                          | 3                          | 0                          |
| Bordegassos de Vilanova           | 2                          | 2                          | 0                          |
| Xiquets de Hangzhou               | 1                          | 1                          | 0                          |
| Castellers de Terrassa            | 1                          | 1                          | 0                          |

## Places de deu
| Núm. | Plaça castellera    | Població                | Comarca           | Primera diada de deu                               | Data                   | Castells de deu de la primera diada | Coordenades                                                  | Ref. |
| ---- | ------------------- | ----------------------- | ----------------- | -------------------------------------------------- | ---------------------- | ----------------------------------- | ------------------------------------------------------------ | ---- |
| 1    | Plaça de la Vila    | Vilafranca del Penedès  | Alt Penedès       | Diada del 3de10fm                                  | 15 de novembre de 1998 | CV: 3de10fm(c)                      | 41° 20′ 47.18″ N, 1° 41′ 52.96″ E / 41.3464389°N,1.6980444°E |      |
| 2    | Plaça Vella         | Terrassa                | Vallès Occidental | Diada dels Minyons de Terrassa                     | 22 de novembre de 1998 | MT: 3de10fm                         |                                                              |      |
| 3    | Plaça de braus      | Tarragona               | Tarragonès        | XVIII Concurs de castells de Tarragona             | 8 d'octubre del 2000   | CVXV: 3de10fm(c)                    | 41° 06′ 52″ N, 1° 14′ 43″ E / 41.114539°N,1.24537°E          |      |
| 4    | Raval de Montserrat | Terrassa                | Vallès Occidental | Diada dels Minyons de Terrassa                     | 17 de novembre de 2002 | MT: 3de10fm                         | 41° 33′ 46.73″ N, 02° 0′ 36.13″ E / 41.5629806°N,2.0100361°E |      |
| 5    | Plaça del Vi        | Girona                  | Gironès           | Diada de Sant Narcís                               | 26 d'octubre de 2014   | MT: 3de10fm                         | 41° 58′ 58.72″ N, 2° 49′ 28.28″ E / 41.9829778°N,2.8245222°E |      |
| 6    | Plaça de la Font    | Tarragona               | Tarragonès        | Diada del primer diumenge de festes de Santa Tecla | 20 de setembre de 2015 | CV: 3de10fm(c)                      | 41° 07′ 01.54″ N, 1° 15′ 18.78″ E / 41.1170944°N,1.2552167°E |      |
| 7    | Parc de Sant Jordi  | Terrassa                | Vallès Occidental | Diada de la Nova Atenes                            | 11 d'octubre de 2015   | MT: 3de10fm                         |                                                              |      |
| 8    | Plaça del Blat      | Valls                   | Alt Camp          | Diada de Santa Úrsula                              | 25 d'octubre de 2015   | CVXV: 3de10fm(c)                    | 41° 17′ 03″ N, 1° 14′ 52″ E / 41.2841°N,1.24774°E            |      |
| 9    | Plaça de la Vila    | Vilanova i la Geltrú    | Garraf            | Diada de Festa major de Vilanova i la Geltrú       | 30 de juliol de 2016   | CV: 3de10fm                         | 41° 13′ 27.4″ N, 1° 43′ 33.19″ E / 41.224278°N,1.7258861°E   |      |
| 10   | Plaça de la Vila    | L'Arboç                 | Baix Penedès      | Diada de Festa Major                               | 28 d'agost de 2016     | CV: 3de10fm                         | 41° 16′ 04″ N, 1° 36′ 15″ E / 41.267812°N,1.60429341°E       |      |
| 11   | Plaça de Sant Jaume | Ciutat Vella, Barcelona | Barcelonès        | Diada de la Mercè                                  | 25 de setembre de 2016 | MT: 3de10fm                         | 41° 22′ 57″ N, 02° 10′ 37″ E / 41.38250°N,2.17694°E          |      |
| 12   | Plaça Vella         | El Vendrell             | Baix Penedès      | Diada de Santa Teresa                              | 16 d'octubre de 2016   | CJXT: 3de10fm                       | 41° 13′ 12.7″ N, 1° 32′ 5.74″ E / 41.220194°N,1.5349278°E    |      |
| 13   | Plaça del Mercadal  | Reus                    | Baix Camp         | Diada del Mercadal                                 | 7 d'octubre de 2017    | CVXV: 4de10fm                       | 41° 9′ 18.94″ N, 1° 6′ 31.78″ E / 41.1552611°N,1.1088278°E   |      |

## Galeria d'imatges

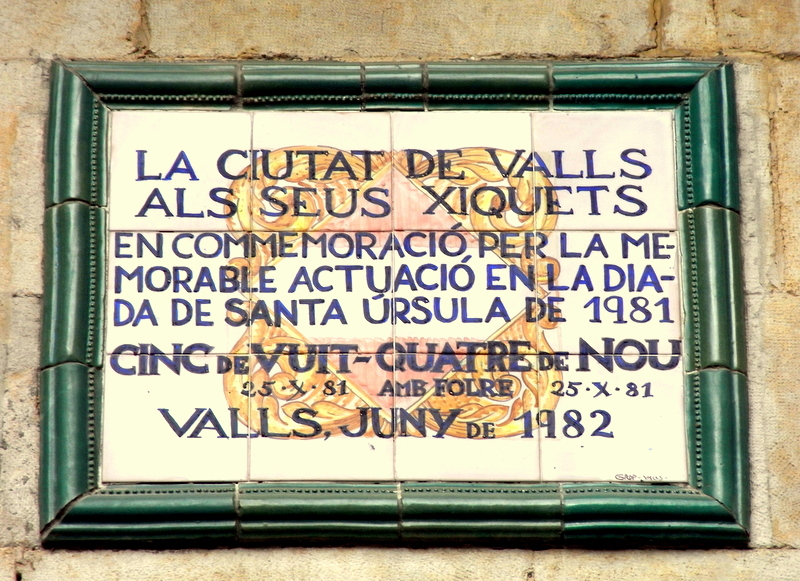
Primer castell de nou del segle xx, a Valls (1981)
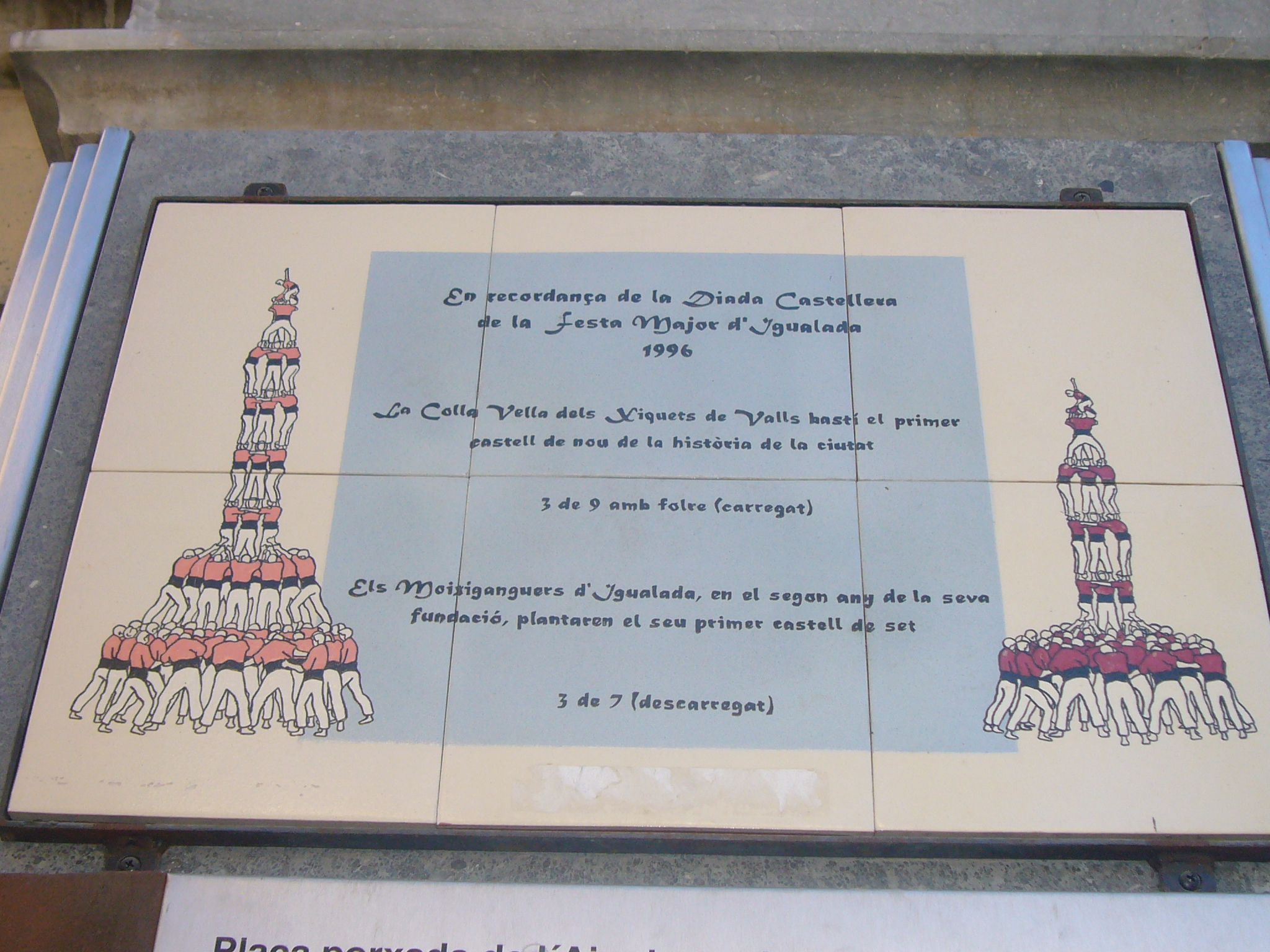
Primer castell de nou a Igualada (1996)
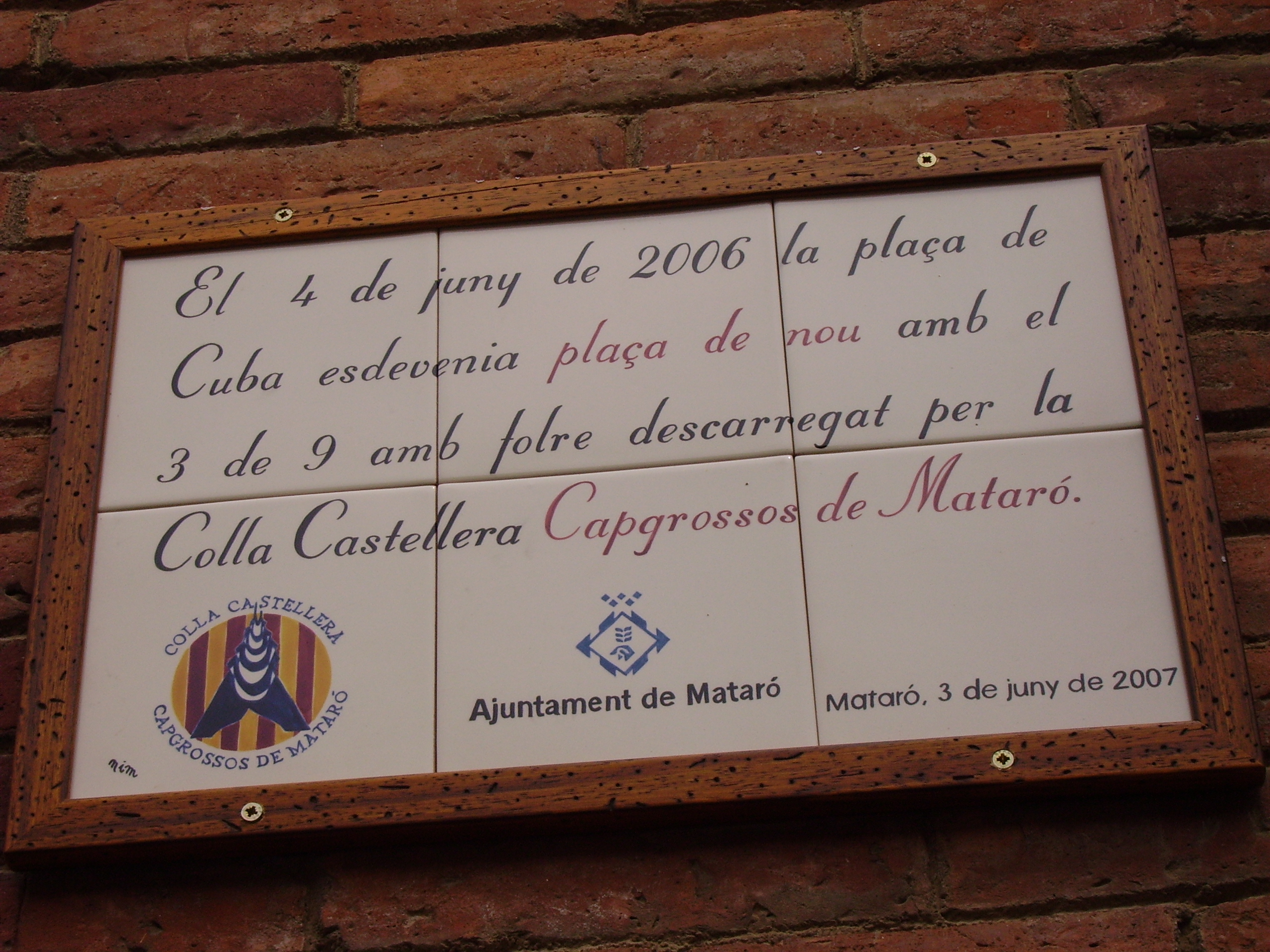
Primer castell de nou a la plaça de Cuba, Mataró (2006)